# Graptodytes delectus
Graptodytes delectus es una especie de coleóptero de la familia Dytiscidae.
Es endémico de las islas Canarias (España). 